# NGC 5131
NGC 5131 este o galaxie activă situată în constelația Câinii de Vânătoare. A fost descoperită în 24 aprilie 1865 de către Heinrich Louis d'Arrest. Se află la o distanță de 100,42 megaparseci de Pământ.